# Jan Fręś
Jan Fręś (ur. 26 czerwca 1947 w Katowicach) – polonista, teatrolog, pisarz, krytyk teatralny, pedagog.

## Wykształcenie i kariera zawodowa
Ukończył studia polonistyczne na Uniwersytecie Śląskim w Katowicach (1970), odbył na tej uczelni staż asystencki. 
Od 1972 uczył języka polskiego w różnych szkołach, w latach 1979-84 pełnił funkcję dyrektora Zespołu Szkół Medycznych im. Z. Szlenkierówny w Katowicach. W latach 1986–1990 był wykładowcą, a później adiunktem Instytutu Kształcenia Nauczycieli - Oddział w Katowicach. 
Od 1989 jest doktorem nauk humanistycznych (Instytut Badań Pedagogicznych w Warszawie). Specjalizuje się w dziejach teatru i edukacji teatralnej. 
W latach 1992–1997 pełnił funkcję specjalisty ds. edukacji teatralnej w Teatrze Śląskim im. S. Wyspiańskiego w Katowicach. Zaangażował się w organizację pierwszych czterech edycji Ogólnopolskiego Festiwalu Sztuki Reżyserskiej w Katowicach. 
W latach 1998–2007 mieszkał w Tychach, gdzie prowadził autorski teatr "TnT".
W latach 2007–2015 r. mieszkał w Zaborze (woj. lubuskie), od 2015 r. mieszka w Zielonej Górze, już na emeryturze współpracując z Lubuskim Teatrem im. L. Kruczkowskiego, Uniwersytetem Zielonogórskim w Zielonej Górze (wiedza o teatrze) i prowadzi autorski teatr nieprofesjonalny "Teatr Zza boru".

### Działalność publicystyczna
Od 1976 r. uprawia publicystykę kulturalną i krytykę teatralną na łamach "Poglądów", "Gońca Teatralnego", "Górnośląskiego Diariusza Kulturalnego", "Opcji", "Wyrazów", "Tyskiego Magazynu Kulturalnego" i "Pro Libris". Jest autorem artykułów naukowych i popularnonaukowych.

### Publikacje książkowe
1. Edukacja teatralna w szkole średniej. Założenia – metody – propozycje; Centrum Doskonalenia Nauczycieli; Katowice 1990.
2. Dramat i teatr w szkole średniej; Centrum Edukacji Teatralnej; Warszawa 1992.
3. Prądy i konwencje w dramacie i teatrze; „Od nowa”; Kraków 1995, wyd. II 1997.
4. (pseud. Kevin J. Fox) Michael Jackson. Sekrety raju utraconego; Towarzystwo Zachęty Kultury; Katowice 1996 (wydane również w języku czeskim).
5. Konwencje teatralne; Ministerstwo Edukacji Narodowej; Warszawa 1997 (pakiet multimedialny Powszechnej Wideoteki Edukacyjnej).
6. (pseud. Andrew Grant) Lady Diana 1961 – 1997. Koniec baśni; „Videograf II”; Katowice 1997.
7. (pseud. Andrew Grant) Diana, księżna Walii. Baśń, która stała się mitem; Wyd. II poprawione i uzupełnione; „Videograf II” 2007.
8. Karol Wojtyła. Opowieść o świętości; „Videograf II”; Katowice 1998, wydanie II 1999.
9. Karol Wojtyła (1920 – 2005) Opowieść o świętości; „Videograf II”; Katowice 2005.
10. Maturalne syntezy literackie; „Videograf II”; Katowice 1999.
11. (pseud. Andrew Grant) Britney Spears – urodzona by cieszyć; „Videograf II”; Katowice 2000.
12. Przewodnik metodyczny do podręcznika B. Zelera „Odcień słowa” (j. polski dla kl. I LO);„Videograf  Edukacja”; Katowice 2002.
13. Sztuka pisania wypracowań. Poradnik nie tylko dla maturzystów; „Videograf II”; Katowice 2003.
14. Teatr młodzieżowy. Warsztat – spektakl - scenariusze; Wyd. Oświatowe FOSZE; Rzeszów 2005, wyd. 2 rozszerzone 2012..
15. Pamiętnik znaleziony na strychu; Stasikówka; Katowice 2008.
16. (pseud. Kelvin J. Fox) Michael Jackson. Życie i śmierć króla popu; „Videograf II”; Katowice 2009
17. 65 sezonów. Dokumentacja repertuarowa Lubuskiego Teatru w Zielonej Górze w l.1951-2017. Zielona Góra.2017.